# Elektra Records
Az Elektra Records lemezkiadót 1950-ben alapította Jac Holzman és Paul Rickholt New Yorkban. Az Elektra kezdetben folk, jazz és gospel zenék kiadásával foglalkozott, később azonban kiterjesztette tevékenységét a blues, a pop és a rock zenére is. A kiadó 1971-től a Warner Communications részeként működött, amelyből később létrejött a Warner Music Group. 2004-ben az Elektrát teljes egészében beolvasztották az Atlantic Recordsba és a márkanév megszűnt. 2009 június 1-jén jelentették be, hogy az Elektra Records újraindult az Atlantic Records Group részeként.

## Története

### Kezdetek
Az 1931-ben New Yorkban született Jac Holzman 16 évesen került az annapolisi St. John's College-ba, ahol a főiskola elektrotechnikai laborjában kiélhette kísérletező kedvét. 1950 őszén lépett fel a St. John's -ban Georgianna Banister énekesnő megzenésített versekből álló előadásával, amelynek zenéjét John Gruen szerezte. Holzman úgy döntött, érdemes lenne rögzíteni a dalokat, és meggyőzte a művészeket, hogy készítsenek felvételt az akkor még nem létező lemezkiadója számára. Holzman október 10-én jegyeztette be az Elektra lemezkiadót New Yorkban, majd decemberben Bartók Péter stúdiójában egy háromórás session keretében rögzítették az Elektra első kiadványának hanganyagát. Az 1951 márciusában 100 példányban nyomott New Songs by John Gruen című nagylemezből egyetlen darab sem kelt el.
Tanulmányait megszakítva Holzman visszaköltözött Annapolisból New Yorkba, azon belül is Greenwich Village-be, ami az 1950-es években az amerikai folkénekesek gyűjtőhelye volt. Itt találkozott Jean Ritchie énekesnővel, akinek tehetsége meggyőzte Holzmant és Jean Ritchie Singing the Traditional Songs of Her Kentucky Mountain Family címmel kiadott egy EP-t. A lemez siker lett és az Elektra végre saját hangrögzítő berendezéseket vásárolhatott. Az Elektra újabb folk-albumokkal jelentkezett
1952-ben és 1953-ban. Az első blues-anyagait 1954-ben jelentette meg a kiadó. Ebben az évben már nyolc lemezt adott ki az Elektra.
1956 és 1961 között az Elektra legjövedelmezőbb előadója a Bécsben született Oscar-díjas karakterszínész Theodore Bikel volt, aki a második világháború idején Palesztinában élt. Holzner rábeszélésére énekelte fel a Folk songs from Israel lemez dalait, amelynek sikere révén színészi karrierje mellett énekesi pályája is beindult. Az Elektra tovább terjeszkedett és leszerződtette a korszak egyik legmenőbb folkénekesét, Josh White-ot.
1956-ban az Elektra adott ki elsőként különböző előadók dalaiból álló válogatást. Addig csak a rádióállomások számára készültek ilyen válogatások, hogy a műsoraikban lejátszhassák. Az Elektra volt az első, aki a vásárlóközönség számára kínálta a kiadói válogatást, hogy az egyes előadók albumai iránt így keltse fel az érdeklődést.

### Független sikerek
Az 1960-as évek elején továbbra is a folkzene jelentette az Elektra fő profilját. Holzman 1961-ben szerződtette a cég korai történetének egyik legnagyobb saját felfedezettjét, Judy Collinst, aki a következő években a kiadó legsikeresebb előadója lett. 1963-ban Holzman az Elektrán belül elindította Nonesuch alkiadót, hogy olcsón hozzáférhető komolyzenei albumokat adjon ki. A Nonesuch hatalmas siker lett és anyagilag megerősítette az Elektrát. A két legsikeresebb Nonesuch-kiadvány a Beatles-átiratokat tartalmazó The Baroque Beatles Book, valamint a kisebb ragtime retro-hullámot is kiváltó Piano Rags By Scott Joplin album volt.
Paul Rotchild producer révén az Elektra a blues színtéren is megvetette a lábát. A Paul Butterfield Blues Band 1965-ös debütáló nagylemeze az Elektra történetének addigi legtöbb példányban eladott albuma lett. 1966-ban szerződtedték a Los Angeles-i pszichedelikus garázs rock együttes Love-ot, akiknek "My Little Red Book" című dalával először került fel az Elektra a slágerlistákra, a csapat 1967-es Forever Changes című albuma pedig Angliában a 24. helyig jutott az eladási listán. Az Elektra a Love révén került kapcsolatba a szintén Los Angeles-i The Doorsszal és leszerződtették az együttest. Az 1967 júniusában kiadott "Light My Fire" kislemezük a slágerlista csúcsára jutott, ezzel az Elektra első Number #1 kislemezét produkálva.

### Egyesülések
A nyugati parton felfedezett rockelőadókkal az Elektra pozíciója megerősödött, de a lemezipar folyamatos változása kihívások elé állította a céget. Holzman tárgyalásokat kezdett a Warnerrel, akik 1967-ben felvásárolták az Elektrához hasonló ütemben fejlődő Atlanticot. A Warner anyacége, a Kinney National Company (később, mint Warner Communications) végül belement az üzletbe és 1970-ben megvásárolta az Elektrát és vele a Nonesuch kiadót, létrehozva a WEA-t, mint a Warner Records, az Atlantic Records és az Electra Records anyacégét. A kivásárlási szerződés értelmében Holtzman még három évig a kiadónál maradt.
1973-ban Jac Holtzman távozott az Elektrától, utódja az Asylum Records alapítója David Geffen lett, és az Elektra összeolvadt az Asylummal. A '70-es évek közepén az Elektra/Asylum a poptól a countryig, a heavy rock, a soul és funk zenéken át, egészen a new wave és punk mozgalomból kinőtt együttesekig rendelkezett előadókkal. Holzman közben a Warner Communications technológiai igazgatója lett, ő vezette be a Warnert a VHS-korszakba. Később megalapította a Discovery Recordsot. 1975-ben Geffen egészségügyi okokra hivatkozva távozott és Joe Smith lett az Elektra/Asylum ügyvezető igazgatója. (1980-ban David Geffen létrehozta a Geffen Recordsot.)
1982-ben az Elektrán belül megalapították a jazz rock előadókkal foglalkozó Elektra Musician alkiadót, amely többek között Chick Korea lemezeit gondozta. 1983-ban Bob Krasnow lett az Elektra elnöke. Szerződtették az erősödő heavy metal hullám olyan új tehetségeit, mint a Mötley Crüe, a Dokken és a Metallica.
1990-ben a Warner Communications egyesült a Time Inc.-vel Time Warner néven. 1991-ben a lemezkiadással foglalkozó részlegeket Warner Music Group néven összevonták. A lemezkiadói csoporthoz tartozó kiadványokat az Egyesült Államokon kívül továbbra is a WEA nevével adták ki. Az Elektra igazgatói székét Sylvia Rhone foglalta el.

### Hanyatlás és újjászületés
Az 1990-es években a kiadónál dolgozó magasan jegyzett előadók nagy száma ellenére az Elektra bevételei folyamatosan csökkentek, új lemezeik nem szerepeltek jól az eladási listákon a gyenge promóciónak köszönhetően. Az Elektra látványosan lemaradt testvérvállalatai, a Warner Bros. Records és az Atlantic Records mögött. 
2004-ben a Time Warner egy magánbefektetői csoportnak adta el a Warner Music Groupot. Az új tulajdonosok úgy döntöttek, hogy az Elektrát beolvasztják az Atlanticbe és létrehozták az Atlantic Records Groupot. Az Elektra ezzel gyakorlatilag 54 év után megszűnt.
Öt év hallgatás után 2009. június 1-jén bejelentették, hogy az Elektra Records újraindul.
Az Elektra "Holzmani éveinek"  teljes történetét megtalálhatjuk Jac Holzman könyvében: "Kövesd a zenét: Az Elekra Records élete és tündöklése az amerikai popkultúra nagy éveiben. (eredeti címén  "Follow the Music: The Life and High Times of Elektra Records in the Great Years of American Pop Culture").